# Blodighov
Blodighov (fvn Blóðughófi alternativt Blóðhófr) är i nordisk mytologi guden Frejs häst. I eddadikten Skírnismál berättas hur guden Frej sänder skosvennen Skirne som sitt ombud till jätten Gymes gård för att fria till den sköna Gerd Gymesdotter. Men först ger han Skirne sin häst och sitt svärd: Hästen som kan bära honom genom gårdens försvarsverk (en magisk mur av eld) och svärdet som av egen kraft och vilja svingar sig mot stridslystna jättar. Hästens namn nämns dock inte i dikten, men finns i två tulor, Kálfsvísa och Þorgrímsþula, vilka Snorre Sturlasson har införlivat med kapitel 58 i Skáldskaparmál. Båda tulorna räknar upp namn på hästar och deras ryttare. Första strofen i Kálfsvísa lyder:
| Dagr reið Drǫsli, en Dvalinn Móðni, Hǫð Hjálmþér, en Haki Fáki, reið bani Belja Blóðughófa, en Skævaði skati Haddingja. | Dag red Drasil och Dvalin Modne, Hjälmte Höder och Hake Fak. Beles bane red Blodighov och haddingarnas furste Skävad. |  |

Bele var en jätte som Frej sägs ha dödat med ett hjorthorn, varför ”Beles bane” är kenning för Frej.
Tredje strofen i Þorgrímsþula inleds på följande sätt:
| Blóðughófi hét hestr, ok bera kváðu ǫflgan Atriða | En häst hette Blodighov och den skulle bära den mäktige Atride. |  |

Atride är egentligen ett namn på Oden, vilket framgår av Grímnismál 48. Men Atride är också ett tillnamn på Frej. Finnur Jónsson listar dem under skilda stavningar, Atríðr för Oden och Atriði för Frej, men påpekar att det ”egentligen” rör sig om samma namn. Atriði betyder ”han som rider fram (till strid)” och passar utmärkt som namn på Oden. Men även Frej var en oförvägen ryttare, vilket omtalas i Lokasenna 37:
| Freyr er beztr allra ballriða ása görðom í; mey hann ne grætir né mannz kono, ok leysir ór höptom hvern. | Bäst är Frej bland bålda ryttare i gudarnas gårdar: han ej mö vållar men, eller mans kvinna, men friar ur fjättrar alla. |  |

Blodighov är också nämnd i en ren hästnamnstula, men här stavas namnet Blóðhófr. Om namnen har excerperats ur det nu förlorade *Gnárljóð kan här finnas en liten ”stamtavla”: Blóðhófr → far till hingsten Hamskarpr →  far till Hófvarpnir, som var gudinnan Gnås häst.
Det har funnits flera myter om Frej som i dag är förlorade. Varför Frejs häst har blodig hov är det ingen som vet, och inte heller varför Frej i Lokasenna 37 sägs lösa alla fjättrar – en färdighet som annars brukar tillskrivas Oden. Myten om Frejs strid mot jätten Bele tillhör också de förlorade.

## Anmärkning
1. ↑  Även kallad Alsvinnsmál.
2. ↑  Det är denna namnform som Gerður Kristný valt som titel på sin dikt Blóðhófnir, där giljarfärden till Gymes gård ses med hennes namne Gerds ögon.